# Turraea richardii
Turraea richardii är en tvåhjärtbladig växtart som beskrevs av Henri Ernest Baillon. Turraea richardii ingår i släktet Turraea och familjen Meliaceae. Inga underarter finns listade i Catalogue of Life.